# Rūd Āvar
Rūd Āvar (persiska: رود آوَر, رُّد اَو, رود آور) är en ort i Iran.   Den ligger i provinsen Hamadan, i den nordvästra delen av landet, 300 km väster om huvudstaden Teheran. Rūd Āvar ligger 1 730 meter över havet och antalet invånare är 662.
Terrängen runt Rūd Āvar är huvudsakligen kuperad, men den allra närmaste omgivningen är platt.Runt Rūd Āvar är det ganska tätbefolkat, med 86 invånare per kvadratkilometer. Närmaste större samhälle är Tūyserkān, 3,3 km öster om Rūd Āvar. Trakten runt Rūd Āvar består i huvudsak av gräsmarker.